# Matthew Thornton
Matthew Thornton (Limerick, Irlanda; 17 de marzo de 1713-Newburyport, Massachusetts; 24 de junio de 1803) fue firmante de la Declaración de Independencia de los Estados Unidos como representante de Nuevo Hampshire.
Hijo de James Thornton y Elizabeth Jenkins, quienes emigraron a América del Norte en 1716, cuando este tenía tres años; estableciéndose primero en Wiscasset. El 11 de julio de 1722, la comunidad donde residían fue atacada por nativos americanos, viéndose obligados a huir hacia Worcester. Completó estudios en medicina en Leicester (Massachusetts) y estableció una práctica médica en Londonderry. Fue nombrado cirujano de las tropas de la milicia de Nuevo Hampshire en una expedición contra la Fortaleza de Luisburgo en 1745. Tenía comisiones reales como juez de paz y coronel de la milicia. Se casó con Hannah Jack en 1760 y la pareja tuvo cinco hijos. Thornton llegó a ser en edil de Londonderry  en la Asamblea Provincial y miembro del Comité de seguridad, con la tarea especifica de elaborar un plan de gobierno para Nuevo Hampshire tras la disolución del gobierno real; mismo que fue la primera constitución del estado en adoptarse después del comienzo de las hostilidades con el gobierno británico.
Fue elegido como representante para el Congreso Continental después de los debates sobre la independencia, pero como no llegó a Filadelfia hasta noviembre de 1776, se le concedió permiso para firmar la Declaración de Independencia de los Estados Unidos cuatro meses después de la firma formal en julio. Fue el primer presidente de la Cámara de Representantes de Nuevo Hampshire y aunque no asistió a la escuela de leyes, fue Juez Asociado del Tribunal Superior de Nuevo Hampshire alrededor de 1777. Se retiró de su práctica médica y se convirtió en un ensayista político. Se mudó a Merrimack (Nuevo Hampshire) en 1780, donde formó y operó el Ferry de Thornton con su familia. Miembro del Senado por el Estado de Nuevo Hampshire de 1784 a 1787; cargo que alterno con el papel de Consejero de Estado de 1785 a 1786. 
Su esposa Hannah Thornton murió en 1786. Thornton murió el 24 de junio de 1803 en Newburyport, Massachusetts a los 90 años; mientras visitaba a su hija. Está enterrado en el Cementerio de Thornton en Merrimack (Nuevo Hampshire), y en su cenotafio se lee "El hombre honesto". La residencia de Thornton en Derry (Nuevo Hampshire), se encuentra inscrita en el Registro Nacional de Lugares Históricos. En su honor fueron nombradas la ciudad de Thornton (Nuevo Hampshire) y una escuela primaria en Londonderry (Nuevo Hampshire). 
Thornton era tío de Matthew Thornton, un presunto lealista juzgado por acciones de traición justo antes de la Batalla de Bennington en 1777.